# Fact Check (アルバム)
『Fact Check』（ファクト・チェック）は、韓国のアイドルグループ・NCT 127の5作目のアルバム。2023年10月6日にカカオエンターテインメントから発売された。

## 概要
- 4thアルバム『2 Baddies/Ay-Yo』より、約1年ぶりのカムバック。
- 韓国タイトルは『불가사의（不可思議）』。
- タイトル曲「Fact Check（불가사의; 不可思議）」を含む9曲が収録されている。
- 交通事故で療養中のテイルは、ステージ活動に不参加となった[14]。
- タイトル曲「Fact Check」は、大塚製薬のスポーツドリンク「ボディメンテ」CMソングに起用された[15]。

## プロモーション

### 予告編
- 2023年9月12日、タイムテーブルを公開[16]。
- 9月13日より、グループのテーマであるソウルを背景にしたトレーラー映像「불가사의 (Mystery) in Seoul」を公開。
- 9月18日、ムードサンプラー映像「Check the facts」と団体イメージを公開[17]。
- 9月19日より、Chandelier ver. の個人ティーザー画像を公開。
- 9月22日より、バラエティコンテンツ「Fact Checkmate」を公開[18]。本コンテンツは、オークション会場で発生した殺人事件の真犯人を探すという推理劇[18]。
- 9月25日より、Exhibit & Storage ver. の個人ティーザー画像を公開。
- 9月28日、団体トレーラー映像「Deities of Seoul」を公開[19]。本映像は、ソウルの中で身分を隠して暮らしていたNCT 127が、一堂に会して「神」である正体を現し、ソウルを眺めるというコンセプト[19]。ソウルを見下ろしていたNCT 127が、ソウルと人々に興味が生じて、直接ソウルの中に入るというストーリー[19]。
- 9月28日、プロモーションウェブサイト「nct127invitation.com」をオープン[19]。被写体が不思議な作品に見えるフィルターで写真撮影をすることができる[19]。アルバムに収録された9曲のハイライトメドレー音源が含まれたプレイリストも公開された[19]。
- 9月29日、ミュージックビデオのティーザーイメージを公開した[20]。古風なソウル・景福宮と調和したメンバーたちの個性溢れるビジュアルを盛り込んでいる[20]。

### イベント
- 10月6日、ソウルの森・サムピョレミコン跡地にてカムバックショー「A Night of Festival」を開催[21]。本アルバムの収録曲を初公開し、NCT 127のヒット曲を網羅したステージを披露した[22]。YouTubeチャンネルやTikTokチャンネルなど、多様なプラットフォームを通じて全世界に生配信された[22]。
- 10月28日、NHK総合『Venue101』に出演し、タイトル曲「Fact Check」のパフォーマンスを披露した[23]。

### アレンジバージョン
- 2024年1月26日、タイトル曲「Fact Check」のリミックスシングル「iScreaM Vol. 29 : Fact Check Remixes」が公開された。2SpadeバージョンとHYPNOSIS THERAPYバージョンの2つのリミックスバージョンが収録されている[24]。
- 2024年12月11日、新たなリミックスバージョン「Fact Check (Spearman Remix)」をリリース。SM傘下のダンスミュージックレーベル・ScreaM Recordsのコンピレーションアルバム『K-POP ScreaM 1』に収録されている[25]。
- 2025年4月11日、新たなリミックスバージョン「Fact Check (Ezra Hazard Remix)」をリリース。コンピレーションアルバム『K-POP ScreaM 2』に収録されている[26]。

## ミュージックビデオ
- 10月2日、収録曲「Angel Eyes」トラックビデオを公開。ソウル・漢江の夜景の中で歌うNCT 127の姿が収められている。
- 10月6日、タイトル曲「Fact Check」ミュージックビデオを公開[27]。景福宮、ソウル都心、仁川大橋[28]、汝矣島、清渓川一帯（清渓商店街）といった韓国を象徴するスポットに、ヘリコプター、装甲車、群衆などの多彩な見どころが加わり、圧倒的なスケール感を演出している[27][29][30]。

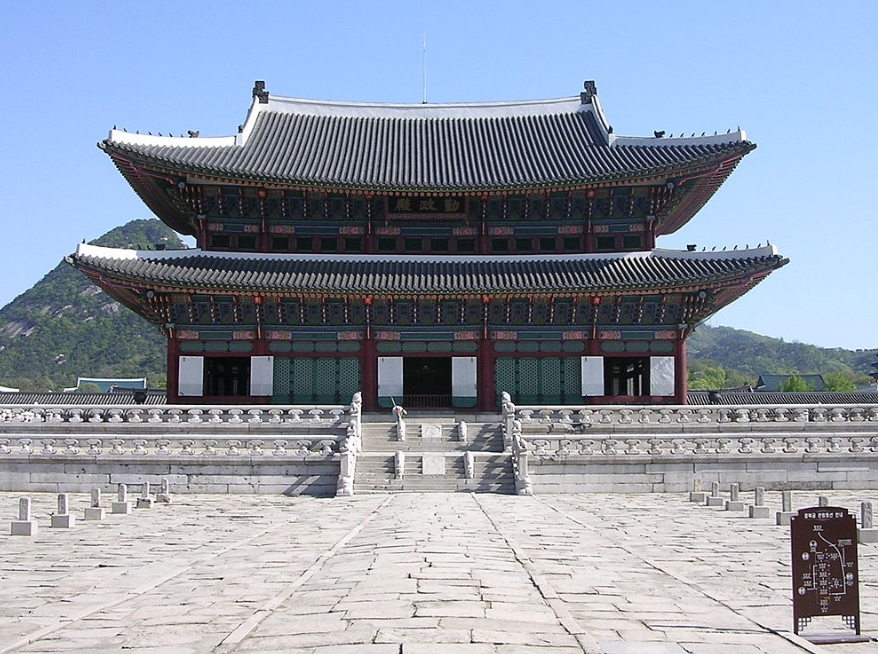
景福宮・勤政殿
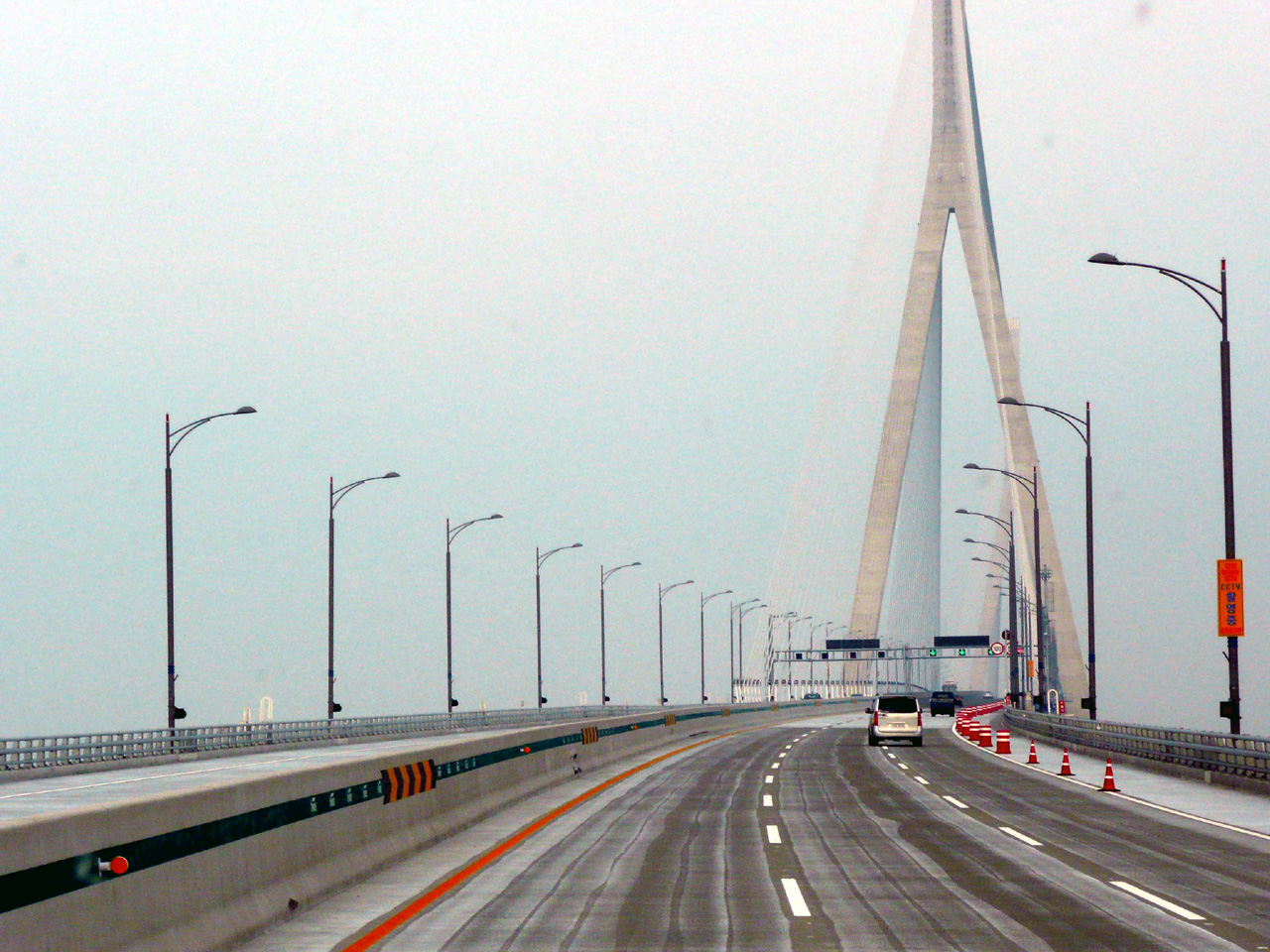
仁川大橋
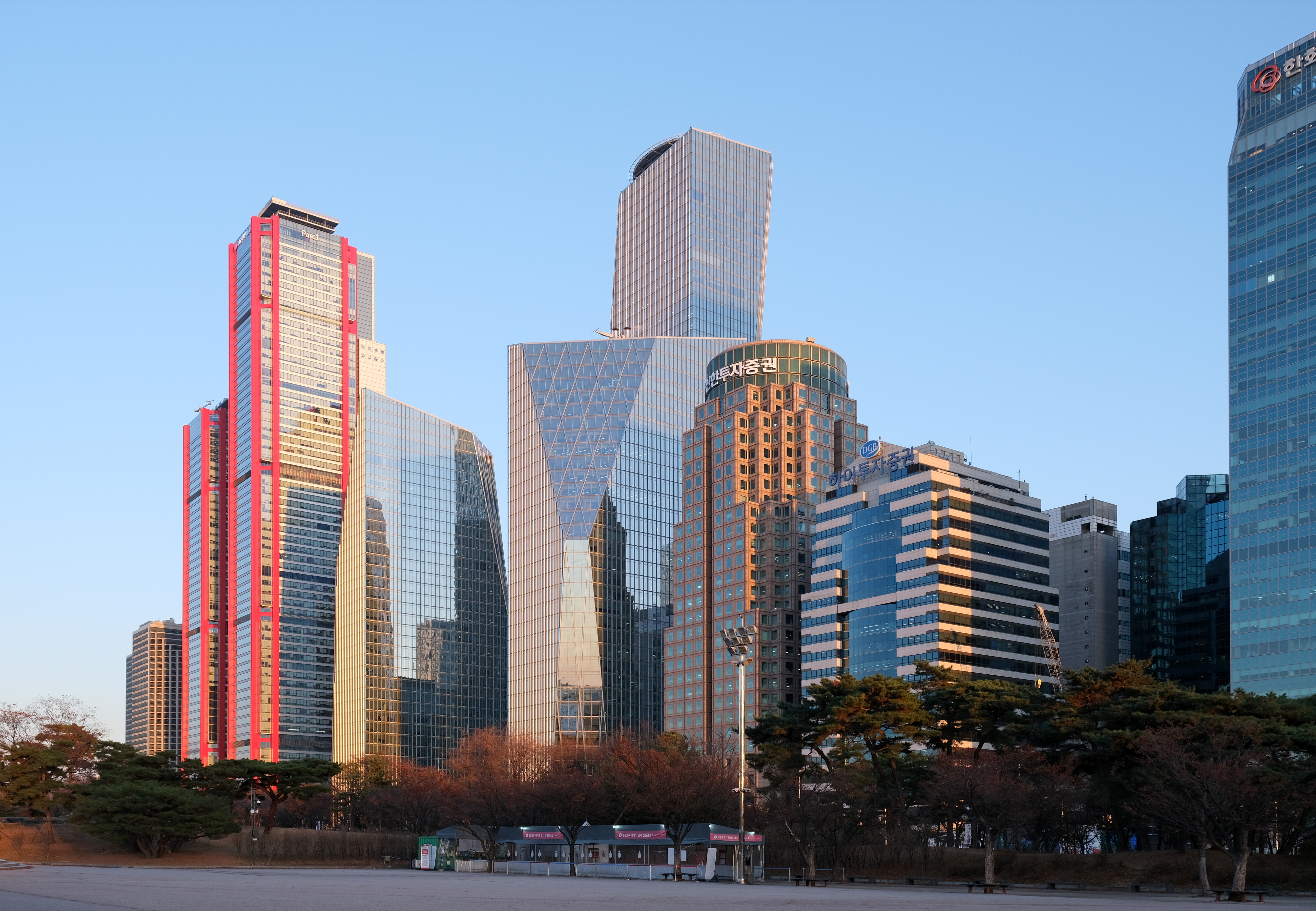
汝矣島

## 収録曲
1. Fact Check（불가사의; 不可思議）[3:05]
  - 作詞：Wutan、Rick Bridges、나정아 (153/Joombas)
  - 作曲：Omega、Jordan Reyes、Young Chance、Justin Starling
  - 編曲：Omega

強烈なシンセサウンドとアフロリズムが印象的なダンスナンバー[17]。
NCT 127を永遠な価値を持つ「作品」と「不可思議」にたとえ、「Fact Checkを恐れない」という自信溢れる姿勢を盛り込んだ[17]。
ダンスパフォーマンスでは、リーダーのテヨンが振り付けをアレンジした[29]。
2. Space（무중력; 無重力）[3:08]
  - 作詞：danke (lalala studio)
  - 作曲：Omega、Bram Inscore、Andrew Pedersen
  - 編曲：Omega、Bram Inscore

恋に落ちた感情を「無重力」と表現したミディアムテンポのポップ曲[31]。
夢幻的なボーカルチョップとシンセサイザーと軽快なブラスサウンドが、まるで無重力状態にあるような雰囲気を演出している[31]。
3. Parade（행진; 行進）[3:25]
  - 作詞：이나윤 (Jam Factory)
  - 作曲：Dem Jointz、Cocoa Sarai、K.A.A.N.
  - 編曲：Dem Jointz

NCT 127の自信にあふれ、エネルギッシュな姿がパレードのように活気に満ちて、祭りの雰囲気のようだという歌詞が印象的なヒップホップ曲[32]。
多彩なセクション別変奏とFX効果、スネアなど多様なテクスチャーのサウンド編曲が調和している[32]。
4. Angel Eyes [3:04]
  - 作詞：Ellie Suh (153/Joombas)、TAEYONG、MARK
  - 作曲：James "JHart" Abrahart、Jeremy Dussolliet、Johnny Simpson、Jackson Foote、Jack Avery、Jonah Marais、Corbyn Besson、TAEYONG、MARK
  - 編曲：Jackson Foote、Johnny Simpson

華やかなギターと軽快なドラムに重なる清涼なボーカルが魅力的なミディアムテンポのロックジャンル曲[33]。
愛する人を「Angel」にたとえ、愛する人のおかげで苦難を忘れて幸せを感じることができるという愛の感情を表現した[33]。
5. Yacht [3:08]
  - 作詞：신진혜 (JamFactory)
  - 作曲：Michael McHenry、Larus Orn Arnarson、Kaine、Peter Fenn、Ray Anthony Smith、Caleb Tyrone Armstrong
  - 編曲：daysof1993

軽快なブラスサウンドサンプリングを通じて、まるでヨットの上で海を航海するような爽やかさを盛り込んだポップ曲[32]。
1日の終わりに積もった心配とストレスを吹き飛ばし、海を眺めながらどこでも航海してみようというロマンチックなメッセージが込められている[32]。
6. Je Ne Sais Quoi [3:36]
  - 作詞：SINCE
  - 作曲：Daniel Pattiata、Rico Greene、Ronnie Icon
  - 編曲：Hoodie

タイトルは、フランス語で「形容しがたいもの」「何とも言えないほど良いもの」という意味[32]。
退屈な日常と都市の雰囲気を華やかに変えて、私たちが夢見てきた瞬間でいっぱい満たそうという内容の希望に満ちた雰囲気のヒップホップ曲[32]。
7. Love is a beauty（별의 시; 星の詩）[4:49] 
  - 作詞：TAEIL、TAEYONG、MARK、유화 (YUHWA)
  - 作曲：The Breed、Mizzy Lott、San Yoon、TAEYONG、MARK
  - 編曲：The Breed、Mizzy Lott

テイル、テヨン、マークが作詞に参加した。
NCT 127で一緒に積み重ねた思い出と感情を歌ったミディアムテンポのR&B曲[33]。
ミニマルな楽器構成と明るいサウンドが暖かい雰囲気を醸し出している[33]。
8. Misty（소나기; 夕立）[3:58]
  - 作詞：강은정、TAEYONG、MARK
  - 作曲：Charli Taft、Thomas Sardorf、Daniel Obi Klein、TAEYONG、MARK
  - 編曲：Daniel Obi Klein

切ないボーカルとピアノが印象的なバラード曲[33]。
歌詞には、夕立ちのように突然思い出す相手のせいで別れた後も気持ちの整理がつかない自分の状況を率直に表現した[33]。
9. Real Life [3:32]
  - 作詞：나정아 (153/Joombas)
  - 作曲：Corey James Sanders、James "JHart" Abrahart、Sylvester Willy Sivertsen、August Rigo
  - 編曲：Sylvester Willy Sivertsen

繰り返される弦楽器の音色が際立つポップ曲[31]。
大変な状況でも、愛する人と一緒なら毎日がもっと明るくなるように感じられる魔法のような感情を歌った[31]。

## リリース
- Chandelier ver.
NCT 127が熱い話題性を作っている姿を表現した焦げたブルーカーペット、トップの位置に上り詰めたことを象徴的に示すシャンデリアとカメラなどのオブジェを活用し、いつも注目を浴びて、話題性を作る唯一無二の存在であるNCT 127を表現した[34]。
- Storage ver.
美術館の収蔵庫をイメージしたコンセプト[32]。
- Exhibit ver.
美術館の展示品をイメージしたコンセプト[32]。
  - Exhibit JAPAN Exclusive ver.

日本限定のフォトカードが封入されたバージョン。
  - Exhibit - Barnes or Amazon ver.

バーンズとAmazon限定のフォトカードが封入されたバージョン。
  - Exhibit - Walmart ver.

ウォルマート限定のフォトカードが封入されたバージョン。
  - Exhibit - Target ver.

ターゲット限定のフォトカードが封入されたバージョン。
  - Exhibit - D2C ver.

D2C限定のフォトカードが封入されたバージョン。
- QR ver.
- SMini ver.